# Roc d'Orzival
Roc d'Orzival är en bergstopp i Schweiz.   Den ligger i distriktet Sierre och kantonen Valais, i den södra delen av landet, 80 km söder om huvudstaden Bern. Toppen på Roc d'Orzival är 2 853 meter över havet, eller 112 meter över den omgivande terrängen. Bredden vid basen är 0,80 km.
Terrängen runt Roc d'Orzival är huvudsakligen bergig, men den allra närmaste omgivningen är kuperad. Närmaste större samhälle är Sierre, 10,7 km norr om Roc d'Orzival. 
Trakten runt Roc d'Orzival består i huvudsak av gräsmarker. Runt Roc d'Orzival är det glesbefolkat, med 8 invånare per kvadratkilometer.